# Stadsdialect
Een stadsdialect is een in de stad gesproken dialect. Dit triviale feit krijgt door de sociologische positie van steden een speciale betekenis, omdat veel stadsdialecten specifieke kenmerken met elkaar delen.

## Verspreiding
Steden hebben gewoonlijk meer prestige dan het omringende platteland. Daarom ziet men op dialectkaarten dikwijls taalverschijnselen die in een beperkt gebied om een stad heen zijn verspreid. Het aanzien van de stedelingen en hun spraak heeft ervoor gezorgd dat de plattelanders die probeerden over te nemen. Een overduidelijk voorbeeld is de Keulse taalexpansie: hierdoor zijn zekere taalverschijnselen in de late middeleeuwen vanuit Keulen tot in Belgisch-Limburg doorgedrongen (zie ook Keuls). Een kleinschaliger voorbeeld is het h-loze gebied rond Zwolle.

## Klasseninvloeden
Een ander aspect van stadsdialecten is de invloed van de spraak van hogere klassen op de lagere klassen. Wanneer een taal een standaard krijgt, begint de hogere klasse die standaard, hetzij nauwkeurig, hetzij bij benadering, te spreken, en langzaamaan nemen de andere bevolkingsklassen dat over; dit is een vorm van bezonken cultuurgoed. Zo lijken veel stadsdialecten steeds meer op de standaardtaal. In Nederland is dat heel duidelijk te horen in de Randstad Holland, waar de standaardtaal vierhonderd jaar geleden ontstond. De verschillen onderling en met de standaardtaal zijn marginaal, en de bovenklasse heeft overal de standaardtaal volledig overgenomen, zodat het stadsdialect daar steevast als sociolect met de lagere klasse geassocieerd wordt. Dit geldt tevens voor het Burgerzeeuws van Middelburg en Vlissingen en sinds de twintigste eeuw voor het Nijmeegs. De stadsdialecten in Vlaanderen en in gebieden in Nederland die in de periferie liggen verschillen niet noodzakelijk minder van het Nederlands dan de plattelandsdialecten, maar worden wel vaak minder frequent gesproken dan hun tegenhangers op het platteland.

## Invloed van het Frans
Wat tevens aan de invloed van de hogere klasse kan worden toegeschreven zijn Franse invloeden. Typisch voor Nederlandse stadsdialecten is de gebrouwde r (zie ook uitspraak van de r): die komt onder meer voor in het Brussels, in het Gents, in het Rotterdams, in het Gouds, in het Haags, Kampers en in het Zwols. Opmerkelijk is dat het Limburgs in vrijwel alle dialecten thans een gebrouwde r heeft; echter was deze ook hier oorspronkelijk beperkt tot het Maastrichts, het Venloos en andere stadsdialecten. Evengoed zijn er nog veel steden die dit kenmerk niet in hun spraak hebben; de r wordt gewoon gerold in het Antwerps, Brugs, Amsterdams, Stads-Gronings etc. Een andere invloed van het Frans, het weglaten van de h, is veel minder beperkt gebleven tot steden.

## Woordenschat
Ten slotte bevatten stadsdialecten, door de traditioneel gemengde stedelijke bevolking, veel meer woorden uit andere talen: het Jiddisch, het Frans, of het Duits, al naargelang de bevolking. In de laatste jaren is uit de invloed van de vele migrantentalen op het Nederlands de straattaal ontstaan, die vooral in Amsterdam gesproken wordt.